# Lee Barrow
Lee Alexander Barrow (født 1. maj 1973 i Belper, Derbyshire) er en engelsk tidligere fodboldspiller og nuværende spillende manager for Heather St John's, der spiller i Midland Football Alliance.
Han har tidligere spillet i klubber som Notts County, Torquay United, Gresley, Stafford Rangers og Hednesford Town.